# Maison book girl
Maison book girl（メゾンブックガール、略称：ブクガ）は、2014年11月に結成された日本の4人組女性アイドルグループ。ekomsに所属していた。

## 概要
Maison book girlは、2014年11月5日に結成された。
2014年7月8日に行われたBiSの解散コンサートにて、いずこねこを手掛けていた音楽家・サクライケンタがBiSのコショージメグミを中心に新プロジェクトを開始することを発表。当初は「book house girl」（ブックハウスガール）という仮称であったが、2014年11月05日に、Maison book girl（メゾンブックガール）として正式発表。デヴィッド・リンチ監督の『ツインピークス』に登場する「Bookhouse Boys」から「book house girl」の仮称がインスパイアされた。当時、コショージメグミがたくさん見ていた映画の中で、『時計じかけのオレンジ』が印象に残り、「4人が白い衣装を着ているって、いいんじゃないかな」という軽い思いつきで4人で始めた。サクライケンタも、「この編成だったらセンターがいないし、それぞれの個性が出しやすいんじゃないか？」と考え、メンバーを4人にしたいと思っていた。
楽曲のほぼすべてをサクライケンタが作詞、作曲、編曲を手掛けている。ポエトリーリーディングの全部と一部の楽曲の作詞をメンバーのコショージメグミが行っている。また、一部の楽曲は外部のクリエイターがリミックスバージョンを制作。楽曲は、現代音楽にポップミュージックを組み合わせたものでプロデューサのサクライケンタはこれを「現音ポップ」と呼称。変拍子が多く、サクライがプロデュースしていたいずこねこの系譜を継続している。サクライ自身も「いずこねこの正当進化系」と語っている。
Maison book girl発足前にコショージメグミのソロライブでサクライの曲をバックに自作の詩でポエトリーリーディングを行ったことから、Maison book girlでもコショージ作の詩がCDに収録されることがある。bath room以降にリリースされた音源の最終曲はアナログレコードを除いてすべてポエトリーリーディング。その作詞はすべてコショージメグミが手掛けている。歌詞カードにポエトリーリーディングの詩は掲載されない。ワンマンライブなどではポエトリーリーディングが披露される場合があった。
音楽シーンのみならず、ファッション、メディアアート、ストリートカルチャーに訴求していくことが示されていた。
2017年より、ミュージックビデオを監督した鈴木健太がグループのディレクション・ライブ演出やミュージックビデオの一部を担当。AIが作詞した楽曲「言選り」や、ファッションブランドANREALAGE、京都大学神谷之康研究室とのコラボレーションを行った。
Seihoや長谷川白紙、Ryan Hemsworthらを起用したリミックス「Golden Record」をゲリラ配信するなど、外部アーティストとのコラボレーションも積極的に行った。
Maison book girl with カオティック・スピードキングとしてバンドによる生演奏をバックに楽曲を披露することもあり、バンドアレンジに変更されたライブ動画を公式YouTubeチャンネルで公開。
Solitude HOTEL 4F以降のワンマンライブには空間演出ユニットhuezが、Solitude HOTEL 5Fにおける「言選り」と「karma」のパフォーマンスと完全に同期したレーザー演出など、Maison book girlの独特な世界観の演出に参画。
デビュー以来、ほぼすべての楽曲はミキティー本物が振り付けている。2019年より振付師のHIROMIが一部の楽曲の振付を担当。また、HIROMIはライブの演出を手掛けることもある。
2021年5月30日、千葉・舞浜アンフィシアターで行われたワンマンライブ『Solitude HOTEL』の公演終了後、会場で配布された紙に記載されたリンクURL先のHPを通じ、グループの活動終了を発表した。19:00に公式ホームページからすべてのコンテンツが削除された。

## メンバー
| 氏名                  | 誕生日  | 備考 |
| --------------------- | ------- | --- |
| 矢川 葵 やがわ あおい | 4月1日  | 大阪府出身 ミスiD2015ファイナリスト 好きなおにぎりの具はネギトロ 好きな食べ物は鶏肉 |
| 井上 唯 いのうえ ゆい | 9月13日 | 福岡県出身 初期のニックネームは「ゆいまーる」 初期メンバーとしては唯一オーディションで選ばれた 好きなおにぎりの具は梅 |
| 和田 輪 わだ りん     | 3月14日 | 北海道旭川市出身 2015年3月27日加入 好きなおにぎりの具は鯖 チャームポイントは眼鏡 |
| コショージ メグミ     | 5月4日  | 新潟県出身 BiSの第1期解散前のメンバー 好きなおにぎりの具は明太子といくら BiS解散からMaison book girlの開始までの間、ポエトリーリーディングによるライブ、舞台への出演等の活動を行っていた Maison book girlのポエトリーリーディングの作詞を担当し、ライブではセットリストを決めていた 事務所の代表であるプロデューサのサクライケンタと共にライブの演出を行っていた |

### 元メンバー
- 宗本花音里 - オリジナルメンバー。ミスiD2014ファイナリスト。家庭の事情により活動を続けることが困難になったため、2015年3月27日脱退[23]。

## 来歴

### 2014年
- 07月08日、BiSの解散コンサートにて、メンバーにコショージメグミを含むbook house girl（仮称）の結成を発表[24]。同年08月31日までメンバーを募集[25][26]。
- 11月05日、音楽家、サクライケンタのプロデュースによる、book house girl改め、Maison book girlが正式に発表された[27]。メンバーはコショージメグミ、宗本花音里、矢川葵、井上唯の4名。Maison book girlはアイドルとしての活動のほかファンションブランドMaison book girlとしての展開も予定しており独自の世界観をマルチに広げていく。同日にオフィシャルホームページを開設[28]。
- 11月24日、「@JAM the Field vol.6」にてライヴ初披露[29]。セットリストは、M1.SE /M2.Bath room /MC /3.last scene。サプライズゲストとして17:10-17:25にパフォーマンスを披露した[30]。衣装は白地にグループ名のロゴや文字列を配置したもので『時計じかけのオレンジ』の主人公グループをモチーフとしている。
- 11月27日、ekoms online Shopを開設[31]。

### 2015年
- 03月08日、「POP SONG FOR U vol.2」2部にて、宗本花音里が家庭の事情により3月27日のイベントをもって脱退することを発表[23]。
- 03月14日、シングル「white」と「black」の2種類をライヴ会場限定でリリース開始[32]。
- 03月17日、CAMPFIREにて、MOOSIC LAB 2015上映作品 映画『マイカット（仮）』製作プロジェクトを発表。
- 03月27日、ekoms主催「SOLITUDE HOTEL B1」を渋谷CHELSEA HOTELにて開催。宗本花音里が脱退。新メンバー和田輪の加入を発表[33]。
- 04月04日、阿佐ヶ谷LOFT Aにてプロデューサーのサクライケンタを交えて『Maison book girl緊急！ミーティング！！』というタイトルでこれからのブクガを話し合う会を開催[34]。
- 04月21日、映画『マイカット』Maison book girlの撮影開始[35]。04月27日、映画『マイカット』撮影クランクアップ[36]。撮影は長野県・松本市にて行われ、松本城の近くにある『ゲストハウス東家』が映画の舞台、そして合宿拠点として1週間貸し切られ、長野の三大湖である木崎湖にて撮影が行われた。「bath room」のミュージックビデオはこの期間中に撮影された。
- 08月22日、音楽×映画の祭典MOOSIC LAB 2015(ムージック・ラボ2015)が開催され、『マイカット』小根山悠里香×Maison book girlも上映された[37]。初日の舞台挨拶にはMaison book girlのメンバーも登壇。
- 08月24日、初の全国流通となるファーストアルバム「bath room」の発売を発表。同時に新衣装(bath room衣装)を公開。Ver3。デザインはHachi（BALMUNG）とRei Nakanishi。新たなアーティスト写真とbath roomのジャケットも公開された[38]。アルバムのジャケットは本人たちが登場しないアイドルらしからぬものであった。
- 09月09日、アルバム「bath room」より「bath room」のミュージックビデオをYouTubeにて先行公開[39]。監督は映画監督の小根山悠里香[40]。
- 09月09日、アルバム「bath room」より「snow irony」のミュージックビデオをYouTubeにて先行公開[41]。監督は二宮ユーキ[42]。
- 09月12日、「AOMORI ROCK FESTIVAL '15」出演。会場にてアルバム「bath room」 を先行販売[43]。
- 09月23日、ファーストアルバム「bath room」をリリース[44]。
- 10月15日、初のワンマンライブ「solitude hotel 1F」を11月23日に東京・渋谷WOMBで開催することを発表[45]。
- 11月25日、1stワンマンライブ「solitude hotel 1F」を渋谷WOMBにて開催[46]。

### 2016年
- 02月04日、凛として時雨のピエール中野がパーソナリティーをつとめる東海ラジオxTSUTAYA LIFESTYLE MISIC 929にサクライケンタとMaison book girlがゲスト出演。Maison book girlとしてラジオに出演するのはこの番組が初めて[47]。
- 03月04日、新衣装(summer continue)を公開。Ver4。前回に引き続きHachi（Ω [オーム]）が手がけている[48]。
- 03月17日、EP「summer continue」より「lost AGE」のミュージックビデオをYouTubeにて先行公開。監督は二宮ユーキ[49]。
- 03月30日、初のEP「summer continue」リリース。
- 03年30日、ファーストアルバム「bath room」ハイレゾ配信開始[50]。
- 08月30日、自主企画「夜明けの月と煙 vol.1」にて、11月30日リリースのシングル「river (cloudy irony)」で徳間ジャパンコミュニケーションズからメジャーデビューすること、および11月6日にWWW Xにて2ndワンマンライブを行うことを発表[51]。
- 08月30日、シングル「river (cloudy irony)」より「cloudy irony」を青山 月見ル君想フにて初披露。
- 08月30日、シングル「river (cloudy irony)」より「karma」を青山 月見ル君想フにて初披露。
- 10月05日～10月10日、「Next Music from TOKYO vol.9」に出演するためにカナダへ。10月5日はMontreal @ Divan Orangeに出演。以降、10月07日のToronto ＠ Soybomb、10月08日のToronto @ Lee’s Palaceと10月10日のVancouver @ Biltmore Cabaretまで計4回のパフォーマンスを実施[52]。
- 10月20日、シングル「river (cloudy irony)」より「cloudy irony」のミュージックビデオをYouTubeにて公開。監督と編集は二宮ユーキ。
- 10月20日、新衣装（river衣装）を公開。Ver5。衣装のデザインと製作は土屋リサ。
- 11月06日、「Solitude Hotel 2F」を渋谷WWW Xにて開催。
- 11月30日、シングル「river (cloudy irony)」を徳間ジャパンコミュニケーションズよりリリースしメジャーデビュー。
- 12月14日、シングル「river (cloudy irony)」より「karma」のミュージックビデオをYouTubeにて公開 (徳間ジャパンのアカウント)。撮影と編集は田山百華。

### 2017年
- 02月15日、アルバム「image」の4月5日リリースを発表。また発売を記念して「major 1st album『image』release tour 2017」（新潟、愛知、福岡、北海道、大阪）、および「major 1st album『image』release tour 2017 final『Solitude HOTEL 3F』」（東京）を開催することを発表[53]。
- 03月06日、アルバム「image」より「faithlessness」のミュージックビデオをYouTubeにて公開。監督と編集は二宮ユーキ。
- 04月05日、アルバム「image」を徳間ジャパンコミュニケーションズよりリリース。
- 04月22日、アルバム「image」より「sin morning」のミュージックビデオをYouTubeにて公開。監督は鈴木健太。
- 05月09日、「Solitude Hotel 3F」を赤坂BLITZ(2020年9月22日をもってライブハウスとしての営業を終了)にて開催。
- 06月23日、シングル「412」より「rooms」のミュージックビデオをYouTubeにて公開。撮影は二宮ユーキ。監督は二宮ユーキとサクライケンタ。
- 07月19日、シングル「412」を徳間ジャパンコミュニケーションズよりリリース。
- 07月19日、Maison book girl 2017,05,09「image tour final “Solitude HOTEL3F”」 @AKASAKA BLITZをYouTubeにて公開。監督/撮影/編集は二宮ユーキ、撮影は平井侑馬/水島英樹/矢澤美希/川﨑雄太/杉山祐樹/Masayo。
- 11月13日、シングル「cotoeri」より「言選り」のミュージックビデオをYouTubeにて公開。監督は鈴木健太。
- 11月13日、シングル「cotoeri」より「十六歳」のミュージックビデオをYouTubeにて公開。監督は東佳苗。出演はMaison book girlと若杉凩。
- 12月13日、シングル「cotoeri」を徳間ジャパンコミュニケーションズよりリリース。本作が徳間ジャパンコミュニケーションズからの最後のリリース。
- 12月27日、TwitterのPrediksi_mimpi（インドネシア語で”予知夢”）というアカウントから謎の画像が2枚投稿された。1枚目の画像はロゴ(旧ロゴ)を180度回転させた画像で、2枚目は数字が表示されるサイトのQRコード。
- 12月28日、「Solitude Hotel 4F」をZepp DiverCityにて開催。

### 2018年
- 03月16日、Maison book girl “Solitude HOTEL4F” 20171228@Zepp DiverCity TOKYO - Ep.1をYouTubeにて公開。以降、Ep.2を03月26日、Ep.3を04月08日、Ep.4を04月17日にそれぞれ公開した。
- 05月04日「Solitude HOTEL4.9F」を東京キネマ倶楽部にて開催。
- 05月04日、シングル「elude」より「レインコートと首の無い鳥」を東京キネマ倶楽部にて初披露。タイトルは会場で発表された。また、このシングルからレコード会社をポニーキャニオンに移籍することが会場で発表された。
- 05月04日、シングル「elude」より「おかえりさよなら」を東京キネマ倶楽部にて初披露。
- 05月16日〜20日、UKツアーを開催。ブライトンにて開催のw:The Great Escape Festival への出演を含む5日間4都市にて開催。
- 05月18日、イギリスのw:Alcopop! Recordsと日本のVinyl Junkie Recordingsがコラボレーションして設立したJ-POP専門レーベルの第一弾として、「Karma/Bath Room」のブルービニール仕様のアナログ7インチシングル盤をUKにてリリース。内容はUK Versionとされる。日本にてリリースした際と異なり、単語の頭が大文字となる。（Maison book girl → Maison Book Girl　など）
- 05月25日、シングル「elude」より「レインコートと首の無い鳥」のミュージックビデオをYouTubeにて公開。監督は鈴木健太、衣装デザインはANREALAGE、Technical Directorは浦川通（Dentsu Lab Tokyo / Qosmo）。
- 06月08日、シングル「elude」より「レインコートと首の無い鳥」のメイキング映像をYouTubeにて公開。
- 06月18日より6月24日までの毎時47分（7時～25時）から、新宿ユニカビジョンにてシングル「elude」の60秒CM放映が放送された。
- 06月20日、シングル「elude」をリリース。本作よりポニーキャニオンへ移籍。
- 06月23日、「Solitude HOTEL 5F」を日本青年館ホールにて開催。開場前に大雨が降り「ブクガのワンマンライブでは雨が降る。」という印象を強く残した。ライブに欠かせないペストマスクはこのワンマンライブから登場している[54]。
- 06月24日、「Solitude HOTEL 5F AFTER PARTY」を青山 月見ル君想フにて開催。前半にサクライケンタのギター演奏によるアコースティックバージョンの楽曲が披露されたあと、楽曲の人気投票が行われてPARTYの後半で上位5曲が発表および歌唱された。
- 08月24日、ekoms主催定期イベント新シリーズ「bmg」が会場を渋谷WWWに移しスタートすることが発表された。
- 09月18日、シングル「elude」より「おかえりさよなら」のミュージックビデオをYouTubeにて公開。監督/撮影/編集は二宮ユーキ。
- 09月18日、「Solitude Hotel 6F hiru」「Solitude Hotel 6F yoru」を東京・日本橋三井ホールにて昼・夜の2回公演で開催することを発表。
- 10月26日、完全着席となる、追加公演「 Solitude Hotel 6F yume」を開催することを発表。
- 11月15日、アルバム「yume」より「狭い物語」のミュージックビデオをYouTubeにて公開。監督は鈴木健太、共同監督は二宮ユーキ。
- 11月21日、アルバム「yume」をポニーキャニオンよりリリース。
- 11月26日、「Solitude Hotel 6F hiru」 「Solitude Hotel 6F yoru」を日本橋三井ホールにて昼夜（昼：スタンディング、夜：着席指定）開催。
- 11月26日、アルバム「yume」より「ボーイミーツガール」を日本橋三井ホールにて初披露。
- 12月02日、アルバム「yume」より「夢」のミュージックビデオをYouTubeにて公開。監督は鈴木健太、共同監督は二宮ユーキ、DVCAM撮影は稲垣謙一。データ提供と画像生成は神谷之康研究室（京都大学、ATR）。
- 12月16日、追加公演「Solitude Hotel 6F yume」を東京・ヒューリックホール東京（着席指定）にて開催。
- 12月16日、アルバム「yume」より「影の電車」をヒューリックホール東京にて初披露。
- 12月16日、「Solitude Hotel 6F yume」の終演後映像にて、2019年春のツアーと「Solitude HOTEL 7F」の開催を発表。
- 12月28日、レーベル移籍などに伴いリニューアルされたロゴのデザインをデザイナーの杉山峻輔が担当していたことが公表された[55]。

### 2019年
- 01月28日、4月にリリースされるニューシングル「SOUP」と3月16日～4月14日に開催される"Maison book girl tour 2019 spring"を発表。
- 03月14日、新衣装（"SOUP"/鯨衣装）を公開。Ver11。衣装のデザインと製作は土屋リサ。
- 03月16日、Maison book girl tour 2019 spring @福岡DRUM SONにて新衣装を初披露。
- 03月16日、シングル「SOUP」より「鯨工場」、「まんげつのよるに」、「長い夜が明けて」を福岡DRUM SONにて初披露。
- 03月16日、シングル「SOUP」より「鯨工場」のミュージックビデオをYouTubeにて公開。Directorは二宮ユーキ。このミュージックビデオに登場する神社は東京都に実在し、初期にアーチスト写真を二度撮影した場所である。鯨工場のアーチスト写真も同神社で撮影された。
- 04月03日、シングル「SOUP」をポニーキャニオンよりリリース。
- 04月03日、ニューシングル「SOUP」をリリース（開演前の物販でシングル「SOUP」を購入した人が入場）したことを記念して「Solitude BOX 1st」を 新宿MARZ にて開催。
- 04月14日、「Solitude HOTEL 7F」を東京・昭和女子大学 人見記念講堂（着席指定）にて開催。
- 04月14日、「Solitude HOTEL 7F」にて、会場限定購入特典でニューシングル「SOUP」のアザージャケット付き(200枚)を販売。
- 04月14日、「Solitude HOTEL 7F」にて、7月にリリースされるニューシングル「そして宇宙の宿り（仮）」と6月1日～7月28日に開催される"Maison book girl LIVE HOUSE TOUR 2019"を発表。6月1日の北海道を皮切りに7月28日の沖縄までの全国9箇所（北海道、栃木、福島、新潟、千葉、石川、長野、静岡、沖縄）。
- 04月16日、シングル「SOUP」より「長い夜が明けて」のSolitude HOTEL 7FでのライブパフォーマンスをYouTubeにて公開。Live Movie Directorは二宮ユーキ。
- 05月06日、アルバム「image」より「int」のミュージックビデオをYouTubeにて公開。DirectorはYAVAO（huez）。
- 05月31日、「そして宇宙の宿り（仮）」として発表されていた新シングルの発売日が7月31日、タイトルが 「umbla」に決定し07月06日の石川県でのLIVE HOUSE TOUR 以降にリリースイベントが開催されることが発表された。
- 05月31日、07月31日発売Maison book girlニューシングル「umbla」のLIVEチケット付Amazon限定商品の発売が決定。Amazonにて新シングルを購入すると、京都(09月16日 2回公演)と東京(09月22日 2回公演)で開催される「Amazon presents Maison book girl LIVE」のワンマンライブチケットが購入出来る。同日予約開始。
- 06月24日、シングル「umbla」の特設サイトを公開[56]。
- 07月06日、シングル「umbla」より「シルエット」の振り入れ完全版を金沢AZにて初披露。
- 07月07日、シングル「umbla」より「闇色の朝」の振り入れ完全版を長野 MATSUMOTO ALECXにて初披露。
- 07月15日、新衣装（"umbla"/白衣装）を公開。Ver12。衣装のデザインと制作は土屋リサ。
- 07月15日、シングル「umbla」のリリースイベントの詳細が発表された。
- 07月28日、Maison book girl LIVE HOUSE TOUR 2019 @ 沖縄outputにて新衣装を初披露。
- 07月30日、シングル「umbla」より「闇色の朝」のミュージックビデオをYouTubeにて公開。MV DirectorにAnimator 藍にいなを迎えた初の全編アニメーションMV。
- 07月31日、シングル「umbla」をポニーキャニオンよりリリース。
- 07月31日、new single「umbla」リリースアウトストアイベント「Solitude BOX 2nd」を8月02日に表参道WALL＆WALLにて開催することを発表。
- 08月02日、ニューシングル「umbla」をリリース（開演前の物販でシングル「umbla」を購入した人が入場）したことを記念して表参道WALL＆WALLにてアウトストアイベント「Solitude BOX 2nd」を開催。
- 08月02日、10月11日～12月15日に開催される「Maison book girl LIVE HOUSE TOUR 2019_2」を発表。全国11箇所（神戸、愛媛、群馬、宮城、神奈川、大阪、埼玉、山梨、名古屋、福岡、北海道）。
- 09月05日、09月13日の井上唯生誕を記念した、井上唯生誕企画 「井上唯から手紙が届くキャンペーン」を発表。
- 09月16日、Amazon presents Maison book girl LIVE 京都 at 京都MUSE（１部・２部）を開催。
- 09月16日、Amazon presents Maison book girl LIVE 京都 at 京都MUSE（２部）にて、「rooms_」曲間ブレイク拍数変更バージョンを初披露。
- 09月17日、バリュトレ!-VALUE TRADE CHANNEL-のYoutubeチャンネルにて、和田輪(Maison book girl)さん x AVIOTのWEB限定インタビューCMが公開。
- 09月22日、Amazon presents Maison book girl LIVE 東京 at 渋谷WOMB（１部・２部）を開催し、新曲「タイトル不詳（海辺にて）」が初披露された。振付はなし。当日明け方に歌詞がメンバーに届けられた。初回発表時には2番Bメロの歌割が異なっている。(コショージメグミと井上唯が入れ替わっている。)
- 09月22日、Amazon presents Maison book girl LIVE 京都・東京にて、1部は振付を担当しているHIROMIが演出(VJはhuez)、2部はhuezの演出であることを発表。
- 09月22日、Amazon presents Maison book girl LIVE 京都・東京で発表された楽曲のうち、アルバム「yume」に収録されている、「MORE PAST」そして、インスト楽曲「GOOD NIGHT」「MOVE」および、ポエトリー「opening」(image)「不思議な風船」(SOUP) の振付をHIROMIが担当していたことを発表。
- 09月28日～29日、コショージメグミ生誕バスツアーを開催。
- 09月30日、東京・渋谷 TSUTAYA O-EASTにて開催された、「エコムスフェス2019」に出演。出演者は、Maison book girl / ZOC / クマリデパート / クロスノエシスと二丁目の魁カミングアウトの五組[57]。
- 10月10日、10月12日に松山サロンキティにて開催を予定していたLIVE HOUSE TOUR 2019_2松山公演が台風の影響で公演中止となった。
- 11月1日、「Maison book girl LIVE HOUSE TOUR 2019_2」神奈川県 横浜 BAYSISにて、アルバム「海と宇宙の子供たち」より、「新曲 曲名不詳(ノーワンダーランド)」初披露。振付はHIROMI。
- 11月08日、アルバム「海と宇宙の子供たち」 の名称が正式決定し、ABCラジオ「下埜正太のショータイムレディオ」(21:05〜24:30)にて発表。
- 11月08日、ABCラジオ「下埜正太のショータイムレディオ」(21:05〜24:30)にてアルバム「海と宇宙の子供たち」より、「海辺にて」オンエア初解禁。
- 11月10日、タワーレコード難波店でのアルバムリリースイベント(トークイベント)にて、ライブで披露されていたもう一つの新曲のタイトルが、「ノーワンダーランド」であることを発表。
- 11月27日、新アーチスト写真公開("海と宇宙の子供たち"/白＋黒＋赤)。Ver表記無し(公式HPのメンバー紹介ページが更新されなかった)。衣装のデザインと制作は土屋リサ[58]。
- 11月27日、アルバム「海と宇宙の子供たち」 収録曲、仕様、ジャケット公開。
- 11月27日、公式サイト「海と宇宙の子供たち」 特設ページ（隠しリンク）にて、「あのイーハトーヴォのすきとおった風.mp3」がフリーダウンロードとして公開。
- 11月27日、アルバム「海と宇宙の子供たち」より、「悲しみの子供たち」、「ノーワンダーランド」が先行配信開始。
- 11月27日、Amazon Prime Videoにて、Maison book girlのドキュメンタリー番組「Pick Ups! -Maison book girl-」EPISODE:01「私たち、Maison book girlです」の配信開始。
- 11月30日、「Maison book girl LIVE HOUSE TOUR 2019_2」 名古屋RAD HALLにて新衣装を初披露。
- 11月30日、「Maison book girl LIVE HOUSE TOUR 2019_2」 名古屋RAD HALLにて、アルバム「海と宇宙の子供たち」より、「LandmarK」初披露。振付はHIROMI。
- 12月01日、タワーレコード栄PARCO店(名古屋)でのリリースイベント(トークイベント)にて、ファンからの質問をTwitterで募集した。ハッシュタグは、「#タピオカだいすきブクガちゃん」または、「#タピオカ大好きブクガちゃん」
- 12月05日、Amazon Prime Videoにて、Maison book girlのドキュメンタリー番組「Pick Ups! -Maison book girl-」EPISODE:02「"こだわり"と"わだかまり"」の配信開始。
- 12月07日、TBSラジオ「TALK ABOUT」(22:00-24:00)にてアルバム「海と宇宙の子供たち」より、「LandmarK」オンエア初解禁。
- 12月11日、アルバム「海と宇宙の子供たち」より、「悲しみの子供たち」が先行配信開始。
- 12月11日、アルバム「海と宇宙の子供たち」より、「悲しみの子供たち」が渋谷・センター街BGMにて解禁。(12月17日まで)
- 12月13日、Amazon Prime Videoにて、Maison book girlのドキュメンタリー番組「Pick Ups! -Maison book girl-」EPISODE:03「それぞれの時間」の配信開始。
- 12月15日、「Maison book girl LIVE HOUSE TOUR 2019_2」ツアーファイルを北海道 札幌COLONYにて、アルバム「海と宇宙の子供たち」より、「悲しみの子供たち」初披露。振付はHIROMI。
- 12月15日、「MORE PAST」は 「my cut (Ac,ver)」my cut アコースティックバージョンという呼称であることがMaison book girlのインスタグラムで公開された。
- 12月17日、アルバム「海と宇宙の子供たち」よりAmazon Prime Video配信番組「Pick Ups!-Maison book girl」の企画にて製作された「海辺にて」のミュージックビデオをYouTubeにて公開。メンバーが感じる楽曲イメージを元に製作し番組では今回公開されたMVを制作する際の打ち合わせの様子なども収録されている。
- 12月18日、Amazon Prime Videoにて、Maison book girlのドキュメンタリー番組「Pick Ups! -Maison book girl-」EPISODE:04「過去と、未来と、現在と。」の配信開始。
- 12月18日、アルバム「海と宇宙の子供たち」をポニーキャニオンよりリリース。同時に配信開始。
- 12月18日、アルバム「海と宇宙の子供たち」より「ランドリー」のミュージックビデオをYouTubeにて公開。MV Directer / Animatorに大鳥を迎えた全編アニメーションMV。
- 12月18日、アルバム「海と宇宙の子供たち」リリースアウトストアイベント「Solitude BOX 3rd」にて、「ランドリー」、「思い出くん」、「風の脚」を初披露。ランドリーの振付はミキティー本物。

### 2020年
- 01月05日、「Solitude Hotel ∞F」をLINE CUBE SHIBUYAで開催。
- 01月05日、「Solitude Hotel ∞F」にて「my cut」が途中で「MORE PAST」に変わる楽曲を初披露。
- 01月05日、「Solitude Hotel ∞F」にて「karma」の楽曲に「cloudy irony」の歌詞および振付が施された楽曲を初披露。(のちに「river」という曲名であることが発表され、ベストアルバムFictionに収録されて2020年06月24日に発売された。)
- 01月05日、「Solitude Hotel ∞F」の終演後映像にて、2020年春に、Best Albumの「Fiction」のリリースを発表。
- 01月05日、Maison book girl 2020 spring tour「fiction」の開催が告知された。(注記 告知された文章ではfが小文字、画像ではFが大文字)
- 01月05日、「Solitude Hotel ∞F」の終演後にフライヤーが配布され、CS音楽専門チャンネル『歌謡ポップスチャンネル』にて「WOWOW PLUS MUSIC -深夜1時の音楽タイム-」の時間枠におけるレギュラー冠番組（全4回） が2/18(火)深夜1時にスタートされることが告知された。放送日時は、2020年2月18日, 2020年3月3日, 2020年3月17日, 2020年4月7日を予定。
- 01月17日、Maison book girl/Dual◇WOWOW PLUS MUSIC の番組宣伝動画が公開された。
- 01月25日、26日、「海と宇宙の子供たち」発売記念「Amazon限定アフタートーク付きスペシャル映像上映イベントを2回開催。
- 01月31日、日本初の本格的音楽専門インターネットラジオステーション「Backstage Café (BSCラジオ)」にて、コショージメグミが毎月第1&第3水曜日”GIRLS A GOGO”のパーソナリティーを担当することが告知された。初回は2月12日(水)18:00から生放送。
- 02月15日、全国ツアー「Maison book girl BEST ALBUM『Fiction』TOUR」のスケジュールが発表された。4月24日（金）東京都 WWW X、5月5日（火・祝）新潟県 SHOW!CASE!!、5月24日（日）神奈川県 F.A.D YOKOHAMA、6月14日（日）大阪府 アメリカ村 BEYOND、7月4日（土）福岡県 DRUM SON、7月11日（土）愛知県 RAD HALL、7月25日（土）東京都 なかのZERO 大ホールまでの全7公演を予定。
- 02月15日、ベストアルバム「Fiction」の発売日が4月29日に決定。
- 02月15日、アルバム「海と宇宙の子供たち」より「悲しみの子供たち」のミュージックビデオをYouTubeにて公開。MVはアニメーション作家の水江未来が手がけたアニメーションで構成。このアニメーションはSolitude Hotel ∞Fで演じられた「悲しみの子供たち」のバックで流れたものに新たなカットを追加して完成されている。
- 03月07日、Maison book girl BEST ALBUM「Fiction」TOUR 前売券販売開始。
- 03月28日、04月01日(水)から04月07日(火)に、ekoms所属の4アーティストが総出演するオンラインデパートが開店されることが告知された。YouTube クマリデパート公式チャンネルにて毎日14時から20時まで開店。
- 04月01日、矢川葵がデザインしたブックちゃんをモチーフとしたLINEスタンプが発売された。
- 04月01日、Maison book girl「my cut_Parallel ver.」のティザー映像公開。
- 04月08日、アルバム「bath room」より「my cut」のミュージックビデオを「my cut -Parallel ver. -」としてYouTubeにて公開。このMVはWOWOW PLUS MUSICにて放送された冠番組「Maison book girl / Dual」内の企画で制作されたもので、「もしMaison book girlが全力のアイドルとして活動していたら」というコンセプトをもとに、メンバーの4人が考えるアイドル像が表現されている。振り付けはidominが新たに考案[59]。
- 04月10日、2020年4月29日(水)に発売予定であったベストアルバム「Fiction」の発売日が2020年06月24日(水)に延期された。
- 04月25日、『第一回　パパパンパパンパジャマパーティー2020』をYouTubeにてメンバー四人で生配信。
- 04月11日、2019年9月22日に東京渋谷WOMBで行われたAmazon presents LIVE 1部 の映像をYouTubeにて公開。
- 04月24日、『Maison book girl Amazon presents LIVE 1部 @渋谷WOMB  [20190922]生オーディオコメンタリー』をYoutubeにてメンバー四人で生配信。
- 04月25日、『第二回　パパパンパパンパジャマパーティー2020』をYouTubeにてメンバー四人で生配信。#mbgFictionQuiz の問題を発表。
- 04月29日、『第三回　パパパンパパンパジャマパーティー2020』をYouTubeにてメンバー四人で生配信。#mbgFictionQuiz の答え合わせと正解者を発表。
- 04月29日、Solitude Hotel ∞Fにて発表された、karmaにcloudy ironyの歌詞と振付が施された楽曲のタイトルが「river」と発表された。振付はHIROMI。
- 04月29日、2019年9月22日に東京渋谷WOMBで行われたAmazon presents LIVE 2部 の映像をYouTubeにて公開。
- 04月30日、新アーチスト写真公開("Fiction"/歴代衣装の一部を組み合わせた)。Ver13。衣装のデザインと制作は非公開であったが2020年9月に文化出版局から発売された雑誌『装苑 11月号』の「アイドルの衣装が表明するもの」という企画の中で土屋リサが担当していることが公表された。
- 04月30日、ベストアルバム「Fiction」詳細収録内容、ジャケット公開。ジャケットに描かれた"Fiction"の文字は過去に発売されたシングル、アルバムのジャケットで構成されている。限定盤が黒、通常盤が白。
- 04月30日、ベストアルバム「Fiction」特設サイト公開。背景の動く矩形は過去に発表されたMVで構成されている[60]。
- 05月05日、『Maison book girl - Solitude HOTEL 4.9F - @東京キネマ倶楽部  [20180504]生オーディオコメンタリー』をYouTubeにてメンバー四人で生配信。#mbgFictionQuiz の正解者を追加発表。
- 05月17日、『Maison book girl Amazon presents LIVE 2部 @渋谷WOMB  [20190922]生オーディオコメンタリー』をYouTubeにてメンバー四人で生配信。
- 05月31日、『Maison book girl 生配信　vol.1 井上唯』をYouTubeにてメンバー四人で生配信。メンバーによる選曲とファンからのツイートをもとにメンバーの好きなところについてトークする内容。ハッシュタグは #xoxombgyui 。
- 06月06日、『Maison book girl 生配信　vol.2 和田輪』をYouTubeにてメンバー四人で生配信。メンバーによる選曲とファンからのツイートをもとにメンバーの好きなところについてトークする内容。ハッシュタグは #o_ombgwada 。
- 06月12日、Maison book girlベストアルバム「Fiction」通常盤初回生産分に全8種アナザージャケットのランダム封入が決定。bath room, river, cotoeri, elude, yume, SOUP, umbla, 海と宇宙の子供たちの8種類。
- 06月14日、『Maison book girl 生配信　vol.3 矢川葵』をYouTubeにてメンバー四人で生配信。メンバーによる選曲とファンからのツイートをもとにメンバーの好きなところについてトークする内容。ハッシュタグは #mbgaoi_s2 。
- 06月19日、Maison book girl初のベスト・アルバム『Fiction』の発売を記念して初のライブ配信「Solitude BOX Online」が決定。開催日はベストアルバム「Fiction」発売日の06月24日。
- 06月19日、Maison book girl BEST ALBUM"Fiction" TOUR、ツアー全公演の延期が決定。
- 06月24日、ベストアルバム「Fiction」リリース[61]。
- 06月24日、「Backstage Café (BSCラジオ)」の、”GIRLS A GOGO”番組内にて、コショージメグミが毎月第2&第4木曜日”LIKE SONG”のパーソナリティーを担当することが告知された。初回は7月16日(木)19:00から生放送。
- 06月24日、Maison book girl初の無観客生配信LIVE「Solitude BOX Online」を開催。
- 06月26日、Maison book girl の新番組『NOW OFF AIR!』が7月中旬にAmazon Prime Videoにて配信されることが決定。
- 06月28日、『Maison book girl 生配信　vol.4 コショージメグミ』をYouTubeにてメンバー四人で生配信。メンバーによる選曲とファンからのツイートをもとにメンバーの好きなところについてトークする内容。ハッシュタグは #こしょたんの次の髪色。
- 06月30日、オガワコウイチ「おやすみホログラム」と愛わなびによる最新のアーティストやカルチャーを紹介する新しい配信番組、「Future Archives」が開始され、第一回のゲストにekoms所属アイドル＆スタッフが登場。Maison book girlからは和田輪と矢川葵が出演し、note/おやすみホログラム、夢/Maison book girl、my cut/Maison book girlの3曲をアコースティックバージョンで披露。
- 07月01日、ベストアルバム「Fiction」より「river」のライブビデオをYouTubeにて公開。06月24日に配信された「Solitude BOX Online」の映像。
- 07月16日、日本初の本格的音楽専門インターネットラジオステーション「Backstage Café」にて、コショージメグミがパーソナリティをつとめるLIKE SONGがスタート。(GIRLS A GO GOからの移籍)
- 07月16日、Fictionの振付は2番終わりまでがミキティー本物、以降がHIROMIであることが「Backstage Café」のLIKE SONGにて公表された。
- 07月17日、リミスタ（Limited Stand）にてMaison book girl Best Album「Fiction」発売記念インターネットサイン会(矢川葵、和田輪)を開催。
- 07月17日、リミスタ（Limited Stand）にてMaison book girl Best Album「Fiction」発売記念インターネットサイン会(コショージメグミ、井上唯)を開催。
- 07月22日、LINE NEWS VISION「会えるまで、おうちで。」の第05回に井上唯が登場。
- 07月27日、日本初の本格的音楽専門インターネットラジオステーション「Backstage Café (BSCラジオ)」にて、矢川葵が毎月第1&第3木曜日”LIKE SONG”のパーソナリティーを担当することが告知された。矢川葵が敬愛する80年代〜00年代のアイドルやポップスソングを紹介。初回は8月06日(木)19:00から放送。
- 07月30日、Amazon Prime Videoにて、Maison book girlのトーク番組『NOW OFF AIR!』配信開始。
- 08月01日、Maison book girl 無観客生配信LIVE「孤独な箱で」の開催を告知[62]。
- 08月03日、ベストアルバム「Fiction」のAmazon完全限定生産仕様盤を購入た際にメールで送信された「イベント申込用デジタルシリアルコード」を使って専用サイトから応募したファンを対象としたスペシャルトークイベントを開催予定であったがオンライン配信に変更されることが告知された。08月16日(日)14:00から配信予定で応募者全員が視聴可能。
- 08月06日、日本初の本格的音楽専門インターネットラジオステーション「Backstage Café」にて、矢川葵がパーソナリティをつとめるLIKE SONGがスタート。
- 08月11日、Maison book girl 無観客配信LIVE「孤独な箱で」を東京渋谷WWWXにて開催[63]。「faithlessness(Tomggg Remix)」、「karma(Miii Remix)」は初披露。「faithlessness(Tomggg Remix)」、「教室」の振付などをHIROMIが担当。全体演出にも参加。
- 08月16日、Maison book girl「Fiction」発売記念スペシャルトークイベントをプロデューサーのサクライケンタを交えてAmazon購入者特典としてオンライン配信。
- 08月22日、Maison book girlの『Now Off Air!』で募集したトークテーマから、Maison book girlが考える「夏のプレイリスト」をYouTube公式ページにて特別版として配信[64]。プレイリストは6曲。M1. end of Summer dream / M2. ノーワンダーランド / M3. bed / M4. シルエット / M5. river / M6. 言選り。
- 08月28日、2019年02月14日に発表されたGolden RecordからMiiiによるkarma (Mii Remix)のライブビデオをYouTubeにて公開[65]。2020年08月11日に開催された「孤独な箱で」の映像。
- 09月02日、「井上唯さんのお誕生日2020 ～maison autumn girlsによる魂の10番勝負～」<無観客配信>を09月12日の夜に開催することを発表。09月11日に生誕グッズの販売が告知され、09月12日に販売。
- 09月12日、「井上唯さんのお誕生日2020 ～maison autumn girlsによる魂の10番勝負～」を開催[66]。メンバーのコショージメグミがゲスト出演。
- 09月13日、コショージメグミが原宿POPの『コロナに負けない！鬱々しい気持ちを発散できる「〇〇発散ソング」特集』に参加[67]。
- 09月16日、Maison book girlの『Now Off Air!』で募集したトークテーマから、「もしルームシェアしたらどんな役割？どんなことが起こりそう？ 」をYouTube公式ページにて特別版として配信。
- 09月21日、「家でパジャマ着てソーダ飲みながらコショたんのお誕生日を待つ配信 -コショージメグミ生誕2020-」を09月27日の夜に開催することを発表。出演はコショージメグミと渋谷(くまのぬいぐるみ)。09月21日に生誕グッズの販売が告知され、09月27日に販売。
- 09月27日、2020年12月21日(月)に 『エコムス2020』が開催されることが発表された。出演はMaison book girl / クマリデパート / クロスノエシス他。
- 09月27日、「家でパジャマ着てソーダ飲みながらコショたんのお誕生日を待つ配信 -コショージメグミ生誕2020-」を開催[68]。メンバーの井上唯がゲスト出演。
- 09月28日、文化出版局から発売された雑誌『装苑 11月号』の「アイドルの衣装が表明するもの」と題した企画にMaison book girlが掲載[69]。
- 09月29日、Maison book girlの『Now Off Air!』のダイジェスト「コショージメグミが暴露、和田輪の寝ている時は○○○！」がYouTube公式ページにて特別版として配信 [70]。
- 09月30日、Maison book girlの『Now Off Air!』から、「#絵心チェック 「鬼滅の刃」の竈門禰󠄀豆子(ねずこ)をMaison book girlが描いてみたら・・・ 」をYouTube公式ページにて特別版として配信[71]。
- 10月01日、「矢川葵 お誕生会2020リベンジ！」を10月11日の夜に開催することを発表。無観客配信イベント。同日、生誕グッズの受注生産販売を告知。
- 10月03日、KKBOXにて、「矢川葵(Maison book girl）が語る 松田聖子の魅力とアイドルポップス論」webインタビュー記事が公開[72]。
- 10月11日、「矢川葵 お誕生会2020リベンジ！」を開催[73]。同日、生誕グッズの受注生産受付開始。
- 10月27日、アーバンギャルドが11月25日に発売するニューアルバム『アバンデミック』からの先行配信曲として公開された「神ングアウト」のミュージックビデオに矢川葵が出演[74]。
- 10月30日、Maison book girlが結成6周年となる11月5日に無観客配信ライブ「6irthday LIVE」を開催することを発表。この公演には、Amazon Prime Videoのドキュメンタリー「Pick Ups! -Maison book girl-」やバラエティコンテンツ「Maison book girl NOW OFF AIR!」を手がける、濱田禮徳監督をはじめ同番組の制作スタッフが参加。
- 11月05日、結成6周年を記念した無観客配信ライブ「6irthday」を開催[75]。ライブで披露された2種類の新衣装は文化服装学院の協力により制作された。
- 11月07日、12月21日開催予定の『エコムスフェス2020』の会場および詳細を発表。
- 11月14日、2020年11月14日(土)から11月25日(水)までの12日間、東京・原宿のFUJIFILM WONDER PHOTO SHOPにて矢川葵が参加した、青山裕企 写真展「髪は短し 恋せよ乙女」が開催された。
- 11月28日、OK COFFEEとコショージメグミのコラボコーヒーの発売が決定。
- 12月20日、エコムスフェス2020のタイムテーブルを公開。
- 12月21日、中野サンプラザにて開催された『エコムスフェス2020』に出演。トリをつとめた。出演者は二丁目の魁カミングアウト、クロスノエシス、クマリデパートとMaison book girlの四組（出演順）。Maison book girlのVJにはhuezのYAVAOが参加。
- 12月21日、公式Twitterにて2021 February 「Re:Fiction TOUR」、2021 March「?????????????F」を告知。

### 2021年
- 01月16日、「お喋り喫茶でか美ちゃんハウス特別編!! “でか美ちゃん豪ちゃん”」(LOFT9 有料配信番組) にコショージメグミがゲスト出演。出演は吉田豪とぱいぱいでか美（でか美ちゃん）。開催の告知は01月14日の公式Twitter。
- 02月06日、OK COFFEEとコショージメグミのコラボコーヒー第二弾の発売が決定。
- 02月25日、日本初の本格的音楽専門インターネットラジオステーション「Backstage Café」の最終回にコショージメグミと矢川葵が生放送で出演。
- 02月13日、『STAY HOMEが捗る「娘。」トークVol.2』が有観客と有料配信でLOFT9 Shibuyaにて開催された。出演は奥津マリリ、コショージメグミ、劔樹人、ぱいぱいでか美。開催の告知は01月27日の公式Twitter。
- 03月01日、公式Twitterおよび公式ホームページにて、04月02日に開催される「Solitude HOTEL9F（全曲公演）」と04月10日から05月16日に開催されるRe:Fiction TOUR（大阪、愛知、宮城、神奈川、石川、新潟）を発表[76]。
- 03月06日、「間宮まにのヤなことFriday 公開収録」が歌舞伎町Sparkleにて有観客と配信で開催され井上唯がゲストで参加。開催の告知は02月26日の公式Twitter。
- 03月13日、「和田輪オンライン生誕パーティー2021」が漫画家の松本救助をゲストに迎えて無観客配信で開催された。開催の告知は03月02日の公式Twitter。同日、和田輪生誕グッズが受注生産で販売された。
- 03月21日、OK COFFEE×コショージメグミコラボを記念して、1日限定でコラボコーヒーをカフェで楽しめるイベントが東京都北沢のOK TOBACCOで開催された。コショージメグミも来店。開催の告知は03月13日の公式Twitter。
- 04月02日、「Solitude HOTEL 9F」(中休憩ありの4時間全曲ライブ)を東京ヒューリックホール東京（着席指定）にて開催。
- 04月02日、「Solitude HOTEL 9F」の終演後映像でMaison book girl 2021.5.30「Solitude HOTEL」 at 舞浜アンフィシアターの開催が告知された。
- 05月01日、矢川葵生誕グッズが受注生産で販売。
- 05月04日、コショージメグミ生誕グッズが数量限定で販売。
- 05月30日、「Solitude HOTEL」（発表時はSolitude HOTEL 404）を千葉・舞浜アンフィシアター（着席指定）にて開催。
- 05月30日、「Solitude HOTEL」にて、bath room:改（バスルームのInstrumentalを使って、新たに書き起こされた歌詞と全くことなるメロディーの楽曲）が披露された[77]。
- 05月30日、ライブ終了後、オフィシャルサイトにてグループの活動終了を公表[78]。同時に『Solitude HOTEL 9F」』と『Solitude HOTEL』の模様を収めた限定生産盤Blu-rayのリリースが発表された。
- 08月18日、ライブBlu-ray作品『Solitude HOTEL』を発売。

## 作品

### ミュージックビデオ
| 配信開始日     | タイトル名               | 収録元                           | スタッフ                                                                                        | 備考                                                                                   |
| -------------- | ------------------------ | -------------------------------- | ----------------------------------------------------------------------------------------------- | -------------------------------------------------------------------------------------- |
| 2015年09月09日 | bath room                | アルバム「bath room」            | 監督：小根山悠里香                                                                              | ロケ地は長野県松本市                                                                   |
| 2015年09月09日 | snow irony               | アルバム「bath room」            | 監督：二宮ユーキ                                                                                |                                                                                        |
| 2016年03月17日 | lost AGE                 | EP「summer continue」            | 監督：二宮ユーキ                                                                                |                                                                                        |
| 2016年10月20日 | cloudy irony             | シングル「river (cloudy irony)」 | 監督：二宮ユーキ                                                                                |                                                                                        |
| 2016年12月14日 | karma                    | シングル「river (cloudy irony)」 | 撮影/編集：田山百華                                                                             |                                                                                        |
| 2017年03月06日 | faithlessness            | アルバム「image」                | 監督/編集：二宮ユーキ                                                                           |                                                                                        |
| 2017年04月22日 | sin morning              | アルバム「image」                | 監督：鈴木健太                                                                                  |                                                                                        |
| 2017年06月23日 | rooms                    | シングル「412」                  | 撮影：二宮ユーキ、監督：二宮ユーキとサクライケンタ                                              |                                                                                        |
| 2017年11月13日 | 言選り                   | シングル「cotoeri」              | 監督：鈴木健太                                                                                  |                                                                                        |
| 2017年11月13日 | 十六歳                   | シングル「cotoeri」              | 監督：東佳苗                                                                                    | 出演：Maison book girlと若杉凩                                                         |
| 2018年05月25日 | レインコートと首の無い鳥 | シングル「elude」                | 監督：鈴木健太、衣装デザイン：ANREALAGE、Technical Director：浦川通（Dentsu Lab Tokyo / Qosmo） |                                                                                        |
| 2018年09月18日 | おかえりさよなら         | シングル「elude」                | 監督/撮影/編集：二宮ユーキ                                                                      |                                                                                        |
| 2018年11月15日 | 狭い物語                 | アルバム「yume」                 | 監督：鈴木健太、共同監督：二宮ユーキ                                                            |                                                                                        |
| 2018年12月16日 | 夢                       | アルバム「yume」                 | 監督：鈴木健太、共同監督：二宮ユーキ、DVCAM撮影：稲垣謙一                                       | データ提供/画像生成：神谷之康研究室（京都大学、ATR）                                   |
| 2019年03月16日 | 鯨工場                   | シングル「SOUP」                 | Director：二宮ユーキ                                                                            |                                                                                        |
| 2019年05月06日 | int                      | アルバム「image」                | Director：YAVAO（huez）                                                                         |                                                                                        |
| 2019年07月30日 | 闇色の朝                 | シングル「umbla」                | MV Director：藍にいな                                                                           | 全編アニメーション                                                                     |
| 2019年12月17日 | 海辺にて                 | アルバム「海と宇宙の子供たち」   | MV Director：かとうみさと                                                                       | Amazon Prime Videoで配信された番組「Pick Ups! -Maison book girl-」の企画で制作された。 |
| 2019年12月18日 | ランドリー               | アルバム「海と宇宙の子供たち」   | MV Directer：大鳥                                                                               | 全編アニメーション                                                                     |
| 2020年02月15日 | 悲しみの子供たち         | アルバム「海と宇宙の子供たち」   | MV Director：水江未来                                                                           | 全編アニメーション                                                                     |
| 2020年04月08日 | my cut -Parallel ver. -  | アルバム「bath room」            | 振付：いどみん                                                                                  | WOWOW PLUS MUSICにて放送された冠番組「Maison book girl / Dual」内の企画で制作された    |

### Golden Record
サクライケンタの楽曲を他のアーティストがリミックスする企画でフィジカルリリースはなく配信限定のリリースである。「Golden Record」とは、1977年に打ち上げられたボイジャー探査機に搭載されたレコードを指し地球の生命や文化の存在を伝える音や画像が収められており地球外知的生命体や未来の人類が見つけて解読してくれることを期待されて作られたものであることから、「Maison book girl」というサクライケンタが作った「Record（世界観/記録）」を「第三者」が発見し独自のアルゴリズムで解釈・咀嚼してアウトプットしていく企画になるよう命名された。
第一弾のデザインは杉山峻輔がディレクションを担当。ロゴはブクガロゴリニューアル時の別案を流用して発展させた。ジャケットデザインはtomadが8cmCDが気になるということで決まった。
第二弾のデザインも引き続き杉山峻輔が担当した。
配信元レーベルはポニーキャニオン。ネットレーベル・Maltine Recordsが協力し、クリエイティブ・ディレクターを鈴木健太が担当。
2018年10月10日と2019年2月14日の2回に分けて配信された。ライブでRemixバージョンがパフォーマンスされることがある。
| # | 配信開始日     | 第三者         | 元楽曲           | リメイク楽曲名                 |
| - | -------------- | -------------- | ---------------- | ------------------------------ |
| 1 | 2018年10月10日 | bo en          | veranda          | veranda (bo en MEGACRAZYMIX)   |
| 2 | 2018年10月10日 | Tomggg         | faithlessness    | faithlessness (Tomggg Remix)   |
| 3 | 2018年10月10日 | 長谷川白紙     | last scene       | last scene (長谷川白紙 Remix)  |
| 4 | 2019年2月14日  | Seiho          | おかえりさよなら | おかえりさよなら (Seiho Remix) |
| 5 | 2019年2月14日  | Ryan Hemsworth | 十六歳           | 十六歳 (Ryan Hemsworth Remix)  |
| 6 | 2019年2月14日  | Miii           | karma            | karma (Miii Remix)             |
| 7 | 2019年2月14日  | Aiobahn        | veranda          | veranda (Aiobahn Remix)        |

### コンピレーションアルバム
- 『サワソニ19 海の家 ACOUSTIC LIVE』（2016年7月14日）
2016年7月9日、片瀬海岸西浜海水浴場で行われたアコースティックライブの模様を収録したCD-R。Maison book girlは「blue light」「faithlessness」の2曲を収録。

### アナログ・レコード
Read The Air Recordsから2018年5月に発売された。Read The Air RecordsとはイギリスのAlcopop! Recordsと日本のVinyl Junkie Recordingsがコラボして展開するレーベルであり日本の音楽シーンからベストなアーティストを英国に供給することを目的に設立された。
| # | 発売日        | タイトル                       | 規格品番      | 収録曲                                        | 備考 |
| - | ------------- | ------------------------------ | ------------- | --------------------------------------------- | --- |
| 1 | 2018年5月18日 | Karma / Bath Room (UK Version) | READTHEAIR001 | 1.Karma (UK Version) 2.Bath Room (UK Version) | ブルービニール仕様のアナログ7inchで英国で発売された。 英国発売時にはMaison book girlのロゴ入りTシャツとのセット販売があった。 2018年のツアー会場で数量限定で販売された。現在では入手困難。 |

### アコースティックライブ音源
- おやすみホログラム presents 深夜note（2015年6月26日深夜開催）出演時の音源。
- 2015年7月9日、新宿ロフトにて行われたアコースティックライブの模様を収録したデジタル音源で期間限定で無償ダウンロードが可能であった[82]。（現在は公開終了）アコースティックライブ音源の他、ピアノサウンドに当日のMCや客席からの拍手等をサンプリングして音声に載せたボーナストラックを含めた6曲を収録。

1. my cut
2. 最後のような彼女の曲
3. film noir
4. last scene
5. snow irony
6. ボーナストラック

### 映画 マイカット サウンドトラック
- 劇伴は全てサクライケンタ作曲となる。これらの音源はCAMPFIREのパトロン特典として、少女写真家・飯田えりかが撮ったスチール写真と共にUSBメモリへ収録され、配布された。last scene のアコースティックバージョンのみ Maison book girl メンバーの歌声が収録されている。曲名は下記の通り（正式な曲名は公開されていない為、収録されているファイル名をそのまま記載）

1. haru
2. natsu
3. aki
4. fuyu
5. all
6. last_scene_acostic

## ライヴ、イベント

### Two Series
ekoms 主催により2015年8月〜2016年6月まで開催していた、Maison book girl ともう一組によるツーマン企画となる。会場は新宿Motion。
| #  | 開催日         | アーティスト               | 備考 |
| -- | -------------- | -------------------------- | --- |
| 1  | 2015年8月8日   | おやすみホログラム         | おやすみホログラムはmy cutをカバー。Maison book girl はおやすみホログラムのdrifterをカバー。                                                              |
| 2  | 2015年9月8日   | sora tob sakana            | |
| 3  | 2015年10月6日  | QQIQ                       | QQIQはmy cutをカバー。 |
| 4  | 2015年11月17日 | あヴぁんだんど             | あヴぁんだんどはsnow ironyをカバー。 |
| 5  | 2016年1月16日  | カオティックスピードキング | カオティックスピードキングによる初のバンドセットを披露。シークレットゲストとして大森靖子が参加。 本公演の共演部分については、映像公開されている。         |
| 6  | 2016年2月23日  | カフカ                     | カフカはmy cutをカバー。 |
| 7  | 2016年3月28日  | 夏の魔物・ブラックDPG      | アンコールのsnow ironyにて夏の魔物のメンバーである塚本舞、ケンドー・チャンが参加。                                                                        |
| 8  | 2016年4月22日  | BELLRING少女ハート         | 朝倉みずほによる snow irony カバー。Maison book girl による c.a.n.d.y. のカバーあり。                                                                     |
| 9  | 2016年5月23日  | 二丁ハロ                   | サイレントマジョリティーを始めとした多くのコラボを実施。                                                                                                  |
| 10 | 2016年6月29日  | KISEKI                     | KISEKI は、Taigen Kawabe（BO NINGEN）と食品まつりによるユニット。 KISEKIとのコラボでは新作の詩の朗読を披露（2016年7月現在 未発表） faithlessness 初披露。 |

### 夜明けの月と煙
ekoms主催により2016年8月より開催。Maison book girlと追加2組によるスリーマン企画となる。会場は月見ル君想フ。
| #  | 開催日         | アーティスト                               | 備考 |
| -- | -------------- | ------------------------------------------ | --- |
| 1  | 2016年8月30日  | カオティックスピードキング sora tob sakana | 徳間ジャパンコミュニケーションズからのメジャーデビューが発表された。 メジャーデビューシングルに含まれる新曲「cloudy irony」「karma」を初披露 |
| 2  | 2016年9月28日  | それでも世界が続くなら せのしすたぁ        | |
| 3  | 2016年10月24日 | soha amiinA                                | |
| 4  | 2016年11月28日 | カフカ ヤなことそっとミュート              | |
| 5  | 2016年12月27日 | オワリカラ ハコイリ♡ムスメ                 | |
| 6  | 2017年1月26日  | アイドルネッサンス CICADA minimal set      | |
| 7  | 2017年2月28日  | 寺嶋由芙 polly                             | |
| 8  | 2017年3月30日  | RYUKYU IDOL スカート                       | |
| 9  | 2017年4月25日  | There There Theres THIS IS JAPAN           | |
| 10 | 2017年5月29日  | BILLIE IDLE® PELICAN FANCLUB               | |
| 11 | 2017年6月29日  | おやすみホログラム 羊文学                  | |
| 12 | 2017年7月25日  | PLASTICZOOMS 二丁目の魁カミングアウト      | |
| 13 | 2017年8月29日  | MIGMA SHELTER 箱庭の室内楽                 | |
| 14 | 2017年9月25日  | avengers in sci-fi Genius P.J' s           | |
| 15 | 2017年10月24日 | テンテンコ tipToe.                         | |
| 16 | 2017年11月27日 | chelovek. 新しい学校のリーダーズ           | |
| 17 | 2018年1月31日  | skillkills HAMIDASYSTEM                    | |
| 18 | 2018年2月21日  | Carpainter （LIVE SET） lyrical school     | |
| 19 | 2018年3月26日  | モーモールルギャバン ・・・・・・・・・    | |
| 20 | 2018年4月24日  | FALSETTOS nuance                           | |
| 21 | 2018年8月1日   | DOTAMA RYUTist                             | 夜明けの月と煙 最終公演 |

### bmg
ekoms主催定期イベント新シリーズ。2018年9月より渋谷WWWを会場にしてスタート。
| #  | 開催日         | アーティスト                                                          | 備考 |
| -- | -------------- | --------------------------------------------------------------------- | --- |
| 1  | 2018年9月18日  | sora tob sakana BILLIE IDLE®                                          | |
| 2  | 2018年10月23日 | DÉ DÉ MOUSE & Akinori Yamamoto from LITE (HARDCORE session) TORIENA   | |
| 3  | 2018年12月25日 | Maison book girl with カオティック・スピードキング クマリデパート ZOC | この回のみ会場は渋谷WWW X                                                                                               |
| 4  | 2019年1月28日  | CRCK/LCKS 南端まいな                                                  | |
| 5  | 2019年2月26日  | 二丁目の魁カミングアウト                                              | ロングセットツーマン 曲を交換して披露した。 - 二丁目の魁カミングアウト「十六歳」 - Maison book girl「ウサギと賽子さん」 |
| 6  | 2019年4月30日  | FINAL SPANK HAPPY ミソシタ                                            | |
| 7  | 2019年5月20日  | Maison book girl with sugarbeans (Pf) 諭吉佳作/men                    | Maison book girlは前半sugarbeans (Pf) アコースティックセット（30分）、後半オケセット（40分）                            |
| 8  | 2019年6月25日  | ケンモチヒデフミ amiinA                                               | |
| 9  | 2019年9月25日  | 羊文学 BILLIE IDLE®                                                   | |
| 10 | 2019年11月14日 | 長谷川白紙 Narco-lepsy                                                | |

### CHAOTIC GIG
ekoms 主催によるMaison book girl with カオティックスピードキングと1、2組を交えての対バンライブとなる。
カオティックスピードキングはtakuto（Gt,about tess）、ピエール中野（Dr,凛として時雨）、井澤惇（Ba,LITE）、サクライケンタ（Gt）に加え、サポートとしてsugarbeans（Key）の編成となる。また、コーラスとして大森靖子が参加することがある。

会場は渋谷WWW、あるいは、WWW X となる。
| # | 開催日         | アーティスト                                       | 備考 |
| - | -------------- | -------------------------------------------------- | --- |
| 1 | 2017年09月19日 | テクノウルフ                                       | 渋谷WWWにて開催。大森靖子が一部Maison book girl楽曲にてコーラス参加。                                                                |
| 2 | 2017年11月08日 | Have a Nice Day!                                   | 渋谷WWWにて開催。大森靖子がMaison book girl楽曲に全編コーラス参加。 大森靖子とHave a Nice Day!の楽曲「Fantastic Drag」も披露された。 |
| 3 | 2018年01月16日 | LITE                                               | 渋谷WWWにて開催。 |
| 4 | 2018年03月31日 | ヤなことそっとミュート band set トリプルファイヤー | WWW Xにて開催。 |

## ツアー・ワンマンライブ

### ツアー
| #                                                    | 開催日                                             | 名称                                                                 | 会場                                               | 備考                                               |
| major 1st album『image』release tour 2017 (2017年)   | major 1st album『image』release tour 2017 (2017年) | major 1st album『image』release tour 2017 (2017年)                   | major 1st album『image』release tour 2017 (2017年) | major 1st album『image』release tour 2017 (2017年) |
| ---------------------------------------------------- | -------------------------------------------------- | -------------------------------------------------------------------- | -------------------------------------------------- | -------------------------------------------------- |
| 1                                                    | 2017年04月02日                                     | major 1st album『image』release tour 2017                            | 新潟県 LiveHouse柳都SHOW!CASE!!                    |                                                    |
| 2                                                    | 2017年04月15日                                     | major 1st album『image』release tour 2017                            | 愛知県 名古屋 ell.FITS ALL                         |                                                    |
| 3                                                    | 2017年04月23日                                     | major 1st album『image』release tour 2017                            | 福岡県 福岡 DRUM SON                               |                                                    |
| 4                                                    | 2017年04月29日                                     | major 1st album『image』release tour 2017                            | 北海道 札幌 DUCE                                   |                                                    |
| 5                                                    | 2017年05月04日                                     | major 1st album『image』release tour 2017                            | 大阪府 AMERICA-MURA FANJ-TWICE                     |                                                    |
| 6                                                    | 2017年05月09日                                     | major 1st album『image』release tour 2017 final『Solitude HOTEL 3F』 | 東京都 赤坂BLITZ                                   |                                                    |
| Maison book girl tour 2018 (2018年)                  |                                                    |                                                                      |                                                    |                                                    |
| 1                                                    | 2018年05月26日                                     | Maison book girl tour 2018                                           | 福岡県 福岡 DRUM SON                               |                                                    |
| 2                                                    | 2018年06月06日                                     | Maison book girl tour 2018                                           | 宮城県 仙台 CLUB JUNK BOX                          |                                                    |
| 3                                                    | 2018年06月10日                                     | Maison book girl tour 2018                                           | 愛知県 名古屋 ELECTRIC LADY LAND                   |                                                    |
| 4                                                    | 2018年06月17日                                     | Maison book girl tour 2018                                           | 大阪府 UMEDA BANANA HALL                           |                                                    |
| Maison book girl tour 2019 spring (2019年)           |                                                    |                                                                      |                                                    |                                                    |
| 1                                                    | 2019年03月16日                                     | Maison book girl tour 2019 spring                                    | 福岡県 福岡 DRUM SON                               |                                                    |
| 2                                                    | 2019年03月24日                                     | Maison book girl tour 2019 spring                                    | 大阪府 UMEDA BANANA HALL                           |                                                    |
| 3                                                    | 2019年03月30日                                     | Maison book girl tour 2019 spring                                    | 愛知県 名古屋 ell.FITS ALL                         |                                                    |
| Maison book girl LIVE HOUSE TOUR 2019 (2019年)       |                                                    |                                                                      |                                                    |                                                    |
| 1                                                    | 2019年06月01日                                     | Maison book girl LIVE HOUSE TOUR 2019                                | 北海道 KLUB COUNTER ACTION                         |                                                    |
| 2                                                    | 2019年06月07日                                     | Maison book girl LIVE HOUSE TOUR 2019                                | 栃木県 HEAVEN’S ROCK 宇都宮 2/3                    |                                                    |
| 3                                                    | 2019年06月08日                                     | Maison book girl LIVE HOUSE TOUR 2019                                | 福島県 HIP SHOT JAPAN                              |                                                    |
| 4                                                    | 2019年06月23日                                     | Maison book girl LIVE HOUSE TOUR 2019                                | 新潟県 GOLDEN PIGS(RED STAGE)                      |                                                    |
| 5                                                    | 2019年06月30日                                     | Maison book girl LIVE HOUSE TOUR 2019                                | 千葉県 LIVE HOUSE ANGA                             |                                                    |
| 6                                                    | 2019年07月06日                                     | Maison book girl LIVE HOUSE TOUR 2019                                | 石川県 金沢AZ                                      |                                                    |
| 7                                                    | 2019年07月07日                                     | Maison book girl LIVE HOUSE TOUR 2019                                | 長野県 MATSUMOTO ALECX                             |                                                    |
| 8                                                    | 2019年07月15日                                     | Maison book girl LIVE HOUSE TOUR 2019                                | 静岡県 Sunash                                      |                                                    |
| 9                                                    | 2019年07月28日                                     | Maison book girl LIVE HOUSE TOUR 2019                                | 沖縄県 output                                      |                                                    |
| Maison book girl LIVE HOUSE TOUR 2019_2 (2019年)     |                                                    |                                                                      |                                                    |                                                    |
| 1                                                    | 2019年10月11日                                     | Maison book girl LIVE HOUSE TOUR 2019_2                              | 兵庫県 神戸VARIT.                                  |                                                    |
| 2                                                    | 2019年10月12日                                     | Maison book girl LIVE HOUSE TOUR 2019_2                              | 愛媛県 松山サロンキティ                            | 台風の影響で公演中止                               |
| 3                                                    | 2019年10月22日                                     | Maison book girl LIVE HOUSE TOUR 2019_2                              | 群馬県 前橋DYVER                                   |                                                    |
| 4                                                    | 2019年10月27日                                     | Maison book girl LIVE HOUSE TOUR 2019_2                              | 宮城 LIVE HOUSE enn 2nd                            |                                                    |
| 5                                                    | 2019年11月01日                                     | Maison book girl LIVE HOUSE TOUR 2019_2                              | 神奈川県 横浜 BAYSIS                               |                                                    |
| 6                                                    | 2019年11月09日                                     | Maison book girl LIVE HOUSE TOUR 2019_2                              | 大阪府 アメリカ村BEYOND                            |                                                    |
| 7                                                    | 2019年11月17日                                     | Maison book girl LIVE HOUSE TOUR 2019_2                              | 埼玉県 Live House 浦和 Narciss                     |                                                    |
| 8                                                    | 2019年11月24日                                     | Maison book girl LIVE HOUSE TOUR 2019_2                              | 山梨県 甲府CONVICTION                              |                                                    |
| 9                                                    | 2019年11月30日                                     | Maison book girl LIVE HOUSE TOUR 2019_2                              | 愛知県 RAD HALL                                    |                                                    |
| 10                                                   | 2019年12月07日                                     | Maison book girl LIVE HOUSE TOUR 2019_2                              | 福岡県 福岡LIVE HOUSE PEACE                        |                                                    |
| 11                                                   | 2019年12月15日                                     | Maison book girl LIVE HOUSE TOUR 2019_2                              | 北海道 札幌COLONY                                  |                                                    |
| Maison book girl BEST ALBUM "Fiction" TOUR (2020年)  |                                                    |                                                                      |                                                    |                                                    |
| 1                                                    | 2020年04月24日                                     | Maison book girl BEST ALBUM "Fiction" TOUR                           | 東京都 渋谷WWW X                                   | 08月11日に延期、のちに再延期                       |
| 2                                                    | 2020年05月25日                                     | Maison book girl BEST ALBUM "Fiction" TOUR                           | 新潟県 柳都SHOW!CASE!!                             | 09月05日に延期、のちに再延期                       |
| 3                                                    | 2020年05月24日                                     | Maison book girl BEST ALBUM "Fiction" TOUR                           | 神奈川県 横浜 F.A.D YOKOHAM                        | 延期                                               |
| 4                                                    | 2020年06月14日                                     | Maison book girl BEST ALBUM "Fiction" TOUR                           | 大阪府 アメリカ村BEYOND                            | 延期                                               |
| 5                                                    | 2020年06月21日                                     | Maison book girl BEST ALBUM "Fiction" TOUR                           | 群馬県 高崎 club FLEEZ                             | 延期                                               |
| 6                                                    | 2020年07月04日                                     | Maison book girl BEST ALBUM "Fiction" TOUR                           | 福岡県 福岡 DRUM SON                               | 延期                                               |
| 7                                                    | 2020年07月11日                                     | Maison book girl BEST ALBUM "Fiction" TOUR                           | 愛知県 名古屋 RAD HALL                             | 延期                                               |
| 8                                                    | 2020年07月15日                                     | Maison book girl BEST ALBUM "Fiction" TOUR                           | 東京都 なかのZERO(大ホール)                        | 延期                                               |
| Maison book girl LIVE HOUSE TOUR Re:Fiction (2021年) |                                                    |                                                                      |                                                    |                                                    |
| 1                                                    | 2021年04月10日                                     | Maison book girl LIVE HOUSE TOUR Re:Fiction                          | 大阪府 UMEDA BANANA HALL                           | 衣装はFiction                                      |
| 2                                                    | 2021年04月17日                                     | Maison book girl LIVE HOUSE TOUR Re:Fiction                          | 愛知県 名古屋 ReNY limited                         | 衣装はFiction                                      |
| 3                                                    | 2021年04月29日                                     | Maison book girl LIVE HOUSE TOUR Re:Fiction                          | 宮城県 仙台 CLUB JUNK BOX                          | 衣装は6irthday/モノトーン                          |
| 4                                                    | 2021年05月01日                                     | Maison book girl LIVE HOUSE TOUR Re:Fiction                          | 神奈川県 横浜 F.A.D YOKOHAMA                       | 衣装は6irthday/モノトーン                          |
| 5                                                    | 2021年05月05日                                     | Maison book girl LIVE HOUSE TOUR Re:Fiction                          | 石川県 金沢AZ                                      | 衣装は6irthday/サイケデリック                      |
| 6                                                    | 2021年05月16日                                     | Maison book girl LIVE HOUSE TOUR Re:Fiction                          | 新潟県 柳都SHOW!CASE!!                             | 衣装はFiction                                      |

### ワンマンライブ
| Solitude HOTEL (SOLITUDE HOTEL/solitude hotel/Solitude Hotel) | Solitude HOTEL (SOLITUDE HOTEL/solitude hotel/Solitude Hotel)         | Solitude HOTEL (SOLITUDE HOTEL/solitude hotel/Solitude Hotel) | Solitude HOTEL (SOLITUDE HOTEL/solitude hotel/Solitude Hotel) | Solitude HOTEL (SOLITUDE HOTEL/solitude hotel/Solitude Hotel) |
| #                                                             | イベント名                                                            | 開催日                                                        | 開催場所                                                      | 備考 |
| ------------------------------------------------------------- | --------------------------------------------------------------------- | ------------------------------------------------------------- | ------------------------------------------------------------- | --- |
| B1                                                            | SOLITUDE HOTEL B1                                                     | 2015年03月27日                                                | CHELSEA HOTEL                                                 | 元メンバーである宗本花音里のラストライブ。 オープニングアクトとして、ラッパーのGOMESSが出演。 |
| 1                                                             | solitude hotel 1F                                                     | 2015年11月23日                                                | WOMB                                                          | 初ワンマンライブ。本ライブにて披露された snow irony が、Gyao！にて公開されている。 |
| 2                                                             | Solitude HOTEL 2F                                                     | 2016年11月06日                                                | WWW X                                                         | 本公演はBlu-rayディスクに収録されてリリースされた。 |
| 3                                                             | major 1st album “image” release tour 2017 final 「Solitude HOTEL 3F」 | 2017年05月09日                                                | 赤坂BLITZ                                                     | メジャーでのアルバム発売を契機として全国ツアーを実施。ワンマンでの全国ツアーはグループ史上初。全国ツアーのファイナル公演が「3F」となった。 全国ツアーではメンバーの故郷である新潟、福岡、北海道、大阪に加え、名古屋にて公演。 本公演はYouTube にて全編公開されている。 |
| 4                                                             | Solitude HOTEL 4F                                                     | 2017年12月28日                                                | Zepp Divercity Tokyo                                          | 時間軸を行き来する複雑な演出がなされた異色の公演となった。 本公演はYouTubeにて全編公開されている。 |
| 4.9                                                           | Solitude HOTEL 4.9F                                                   | 2018年05月04日                                                | 東京キネマ倶楽部                                              | 2018年全国ツアーのスタートとなる。 ポニーキャニオンへの移籍と新シングル「elude」のリリースが発表された。新シングル「elude」に収録される新曲「レインコートと首の無い鳥」と「おかえりさよなら」を初披露した。                                                            |
| 5                                                             | tour final Solitude HOTEL 5F                                          | 2018年06月23日                                                | 日本青年館                                                    | 2018年ツアーの最終公演。グループ初のコンサートホールでのワンマン。 本公演はアルバム「yume」の完全生産限定盤 Bru-rayディスクに収録されてリリースされた。 |
| 6                                                             | Solitude Hotel 6F hiru                                                | 2018年11月25日                                                | 日本橋三井ホール                                              | hiru公演を昼、yoru公演を夜に同日開催された。ワンマンライブを1日に2公演開催するのはグループとして初めて。hiruとhoruの公演はセットリストおよび演出が異なっていた。 |
| 6                                                             | Solitude Hotel 6F yoru                                                | 2018年11月25日                                                | 日本橋三井ホール                                              | hiru公演を昼、yoru公演を夜に同日開催された。ワンマンライブを1日に2公演開催するのはグループとして初めて。hiruとhoruの公演はセットリストおよび演出が異なっていた。 |
| 6                                                             | Solitude Hotel 6F yume                                                | 2018年12月16日                                                | ヒューリックホール東京                                        | Solitude Hotel 6F hiru/yoruの追加公演として企画された。 本公演はシングル「SOUP」の初回限定盤 Bru-rayディスク付きに収録されてリリースされた。 |
| 7                                                             | Solitude HOTEL 7F                                                     | 2019年04月14日                                                | 昭和女子大学 人見記念講堂                                     | 本公演はシングル「umbla」の初回限定盤 Bru-rayディスク付きに収録されてリリースされた。 |
| 8                                                             | Solitude HOTEL ∞F                                                     | 2020年01月05日                                                | LINE CUBE SHIBUYA                                             | 本公演はベストアルバム「Fiction」の初回限定盤 Bru-rayディスク付きとAmazon完全限定生産仕様盤 Bru-rayディスク付きに収録されてリリースされた。 |
| 9                                                             | Solitude HOTEL 9F                                                     | 2021年04月02日                                                | ヒューリックホール東京                                        | 本公演はBru-rayディスク「Solitude HOTEL」の限定生産盤(2BD+Book)とAmazon完全限定生産盤(3BD)に収録されてリリースされた。 本公演ではMaison book girlの歴代楽曲が全曲披露された。                                                                                          |
| 10                                                            | Solitude HOTEL                                                        | 2021年05月30日                                                | 舞浜アンフィシアター                                          | 本公演はBlu-rayディスク「Solitude HOTEL」に収録されてリリースされた。 |

| Solitude BOX | Solitude BOX   | Solitude BOX     | Solitude BOX            | Solitude BOX                                                                       |
| #            | 開催日         | 名称             | 会場                    | 備考                                                                               |
| ------------ | -------------- | ---------------- | ----------------------- | ---------------------------------------------------------------------------------- |
| 1            | 2019年04月03日 | Solitude BOX 1st | 東京都 新宿MARZ         | 「SOUP」リリースアウトストアイベント。シングルのリリースは4月3日。                 |
| 2            | 2019年08月02日 | Solitude BOX 2nd | 東京都 表参道WALL＆WALL | 「umbla」リリースアウトストアイベント。シングルのリリースは7月31日。               |
| 3            | 2019年12月18日 | Solitude BOX 3rd | 東京都 表参道WALL＆WALL | 「海と宇宙の子供たち」リリースアウトストアイベント。アルバムのリリースは12月18日。 |

| 配信ライブ | 配信ライブ     | 配信ライブ                       | 配信ライブ              | 配信ライブ                                                                         |
| #          | 開催日         | 名称                             | 会場                    | 備考                                                                               |
| ---------- | -------------- | -------------------------------- | ----------------------- | ---------------------------------------------------------------------------------- |
| 1          | 2020年06月24日 | Solitude BOX Online              | 東京都 表参道WALL＆WALL | ベストアルバム「Fiction」リリース日にTIGETにて無観客配信ライブを期間限定有料配信。 |
| 2          | 2020年08月11日 | 「孤独な箱で」                   | 東京都 渋谷WWW X        | ZAIKOにて無観客配信LIVEを期間限定有料配信。                                        |
| 3          | 2020年11月05日 | 「6irthday」(dは6の左右反転文字) | 東京都 東京キネマ倶楽部 | 結成6周年を記念したライブを結成日にAmazonにて無観客配信LIVEを期間限定有料配信。    |

## 出演

### 映画
- マイカット（2015年7月14日公開、MOOSIC LABO 2015参加作品、SPOTTED PRODUCTIONS）
  - OPはアコースティックバージョンの「last scene」、EDには「my cut」が使用されている。
  - 劇伴は全てサクライケンタ作曲となる。これらの音源はCAMPFIREのパトロン特典として、少女写真家・飯田えりかが撮ったスチール写真と共にUSBメモリへ収録され、配布された。
- TOKYO INTERNET LOVE（2016年公開、MOOSIC LABO 2016参加作品、矢川葵 出演）
  - りりか、今川宇宙と矢川葵の3名での主演作品。

### ラジオ
- Maison book girlの『水曜日のブックガ』（エフエム富士:2018年1月10日 - 2019年3月27日）[140]

### ミュージックビデオ(出演)
| アーチスト名     | タイトル                                              | 発表年 | 出演                                     |
| ---------------- | ----------------------------------------------------- | ------ | ---------------------------------------- |
| 大森靖子         | 「私は面白い絶対面白いたぶん」                        | 2014年 | コショージメグミ                         |
| 大森靖子         | 「さっちゃんのセクシーカレー」                        | 2015年 | コショージメグミ                         |
| アーバンギャルド | 「平成死亡遊戯」                                      | 2015年 | 矢川葵                                   |
| ハルカトミユキ   | 「恋は魔法さ」                                        | 2015年 | 矢川葵、コショージメグミ                 |
| 大森靖子         | 「生kill the time 4 you、、」                         | 2016年 | 矢川葵、和田輪、井上唯、コショージメグミ |
| カフカ           | 「City Boy City Girl feat.矢川葵(Maison book girl) 」 | 2016年 | 矢川葵                                   |
| ポップしなないで | 「魔法使いのマキちゃん」                              | 2017年 | 和田輪                                   |
| アーバンギャルド | 「神ングアウト」                                      | 2020年 | 矢川葵                                   |

### テレビ
- 2020年02月18日、深夜25時より「WOWOW PLUS MUSIC-深夜1時の音楽タイム-」Maison book girl / Dual #1 に出演。[141]
- 2020年03月03日、深夜25時より「WOWOW PLUS MUSIC-深夜1時の音楽タイム-」Maison book girl / Dual #2 に出演。
- 2020年03月17日、深夜25時より「WOWOW PLUS MUSIC-深夜1時の音楽タイム-」Maison book girl / Dual #3 に出演。
- 2020年04月07日、深夜25時より「WOWOW PLUS MUSIC-深夜1時の音楽タイム-」Maison book girl / Dual #4 に出演。

### Amazon Prime Video
Maison book girlのドキュメンタリー番組「Pick Ups! -Maison book girl-」
| #          | 配信開始日     | エピソード                       | 備考 |
| ---------- | -------------- | -------------------------------- | ---- |
| EPISODE:01 | 2019年11月27日 | 「私たち、Maison book girlです」 |      |
| EPISODE:02 | 2019年12月05日 | 「"こだわり"と"わだかまり"」     |      |
| EPISODE:03 | 2019年12月13日 | 「それぞれの時間」               |      |
| EPISODE:04 | 2019年12月18日 | 「過去と、未来と、現在と。」     |      |

Maison book girlのトーク番組『NOW OFF AIR!』
| #      | 配信開始日     | エピソード                                                                           | 備考                 |
| ------ | -------------- | ------------------------------------------------------------------------------------ | -------------------- |
| 第1回  | 2020年07月30日 | 「OFFなブクガ」                                                                      | MC：矢川葵           |
| 第2回  | 2020年07月30日 | 「"アババな和田輪"と"悲しみの井上唯"」                                               | MC：和田輪           |
| 第3回  | 2020年08月07日 | 「新キャラ爆誕とデリバリー争奪戦」                                                   | MC：井上唯           |
| 第4回  | 2020年08月27日 | 「ブクガ お悩み解決」                                                                | MC：コショージメグミ |
| 第5回  | 2020年09月11日 | 「好きなウタ 好きなリョウリと 好きなイロ」                                           | MC：矢川葵           |
| 第6回  | 2020年09月24日 | 「ブクガ画伯とゲームマスター」                                                       | MC：井上唯           |
| 第7回  | 2020年10月29日 | 「味王と味音痴」                                                                     | MC：井上唯           |
| 第8回  | 2020年11月05日 | 「危ない！矢川！どこへ行く！？和田！奇跡の合体！コショージ！絶対リズム感！？井上！」 | MC：井上唯           |
| 第9回  | 2020年11月16日 | 「抜き打ちガチテスト！珍解答連発！？」                                               | MC：井上唯           |
| 第10回 | 2020年12月03日 | 「決死のリベンジマッチ！？」                                                         | MC：コショージメグミ |
| 第11回 | 2020年12月18日 | 「人生、山あり谷あり！目指せ！億万長者！！」                                         | MC：井上唯           |
| 第12回 | 2021年01月12日 | 「表のONと裏のOFF ブクガはやっぱりブクガだった」                                     | MC：矢川葵           |

## タイアップ
- cloudy irony
  - 日本テレビ系「PON!」11月エンディングテーマ
- faithlessness
  - TVK「音楽缶」4月度テーマ ソング
  - ncc長崎文化放送 「JUNK　BOX」毎週（木）4月エンディング
- rooms
  - FM NACK5 2017年7月後期パワープレイ
- レインコートと首の無い鳥
  - ピッコマ 2018 TV CM - 「クジラの子らは砂上に歌う」篇
- 影の電車（放送時はタイトル未発表）
  - ピッコマ 2018 TV CM - 「DAYS」篇